# Agrostis elliottiana
Agrostis elliottiana é uma espécie de gramínea do gênero Agrostis, pertencente à família Poaceae.